# Tanjung Aur II (Pinoraya)
Tanjung Aur II is een bestuurslaag in het regentschap Bengkulu Selatan van de provincie Bengkulu, Indonesië. Tanjung Aur II telt 1092 inwoners (volkstelling 2010).